# Comuna Stanîșivka, raionul Jîtomîr, regiunea Jîtomîr
Stanîșivka (în ucraineană Станишівська сільська рада) este o comună în raionul Jîtomîr, regiunea Jîtomîr, Ucraina, formată din satele Bîstri, Sloboda-Seleț și Stanîșivka (reședința).

## Demografie
Componența lingvistică a comunei Stanîșivka
     Ucraineană (93,26%)
     Rusă (6,21%)
     Alte limbi (0,22%)
Conform recensământului din 2001, majoritatea populației comunei Stanîșivka era vorbitoare de ucraineană (93,26%), existând în minoritate și vorbitori de rusă (6,21%).